# Lille Virgils Friskole
 Der er for få eller ingen kildehenvisninger i denne artikel, hvilket er et problem. Du kan hjælpe ved at angive troværdige kilder til de påstande, som fremføres i artiklen.

Lille Virgils Friskole lå i Oue midt mellem Hobro og Hadsund. Den var tidligere kommuneskole i Oue, men da denne skulle nedlægges, blev den i stedet omdannet til friskole.
Forfatteren Ole Lund Kirkegaard boede, underviste og var skoleleder på Oue Skole. Herfra fik han meget af inspirationen til sine historier, skolens elever lagde ører til historierne, før de blev udgivet, og elevernes reaktion på historierne skal han efter sigende have ladet være målestok for, om bøgerne skulle til forlaget eller ej. 
Da skolen blev friskole, blev den opkaldt efter en af Kirkegaards populære figurer, Lille Virgil. Samtidig findes det "Ole Lund Kirkegaardske Menneskesyn", hans syn på børn og læring og hele den ånd, han dengang tilførte, i dag tydeligt i landsbyen Oue og Lille Virgils Friskole.[kilde mangler]
I november 2011 besluttede et flertal af forældrene og skolekredsmellemer til en ekstraordinær generalforsamling at Lille Virgils Friskole skulle lukkes. "Dels får vi ikke nye elever nok, dels er nogle elever flyttet i kølvandet på nogle bemandingsproblemer. Tilbage er 22 elever og det er for lidt," udtalte bestyrelsesmedlem Walther Simonsen til P4 Nordjylland.